# Статут Суду Європейського Союзу
Статут Суду Справедливості Європейської Унії (C 83/210) містить основні норми права ЄУ щодо того, як повинен функціонувати Суд Європейської Унії. Заснований у 1951 році, ССЄУ засідає в Люксембурзі та працює у двох секціях: Суд Справедливости (ECJ) і Загальному Суді (GC). Прямий компонент ЄС, п’ять основних цілей СЄС:
1. Тлумачити закон
2. Виконувати закон
3. Скасувувати нормативно-правові акти
4. Забезпечувати, щоб ЄУ вжила заходів
5. Санкувати інституції ЄУ

Суди ЄУ мають справу з окремими юрисдикціями, які разом відповідають за дотримання правової бази, викладеної в Договорі про функціонування Європейського Союзу (ДФЄУ).

## Гілки Суду

### Суд Справедливости
Суд Справедливості є вищим судом Суду ЄУ і складається з 27 суддів, по одному від кожної держави-члена, та 11 генеральних адвокатів. Генеральні адвокати мають такий самий статус, як і інші судді, але вони також відповідають за надання незалежної думки щодо справи колегії суддів до того, як вони ухвалять рішення. Рішення генерального адвоката не є обов’язковим, але все ж має вплив, і судді часто дотримуються його думки. Німеччина, Італія, Іспанія, Польща та Франція мають постійні місця в раді генеральних адвокатів. Інші шість походять від ротації в найбільш густонаселених країнах ЄУ на той час. Суд Справедливости здебільшого розглядає запити на винесення рішень від національних судів, і вони є вищим апеляційним судом ЄС. Він отримує справи або через апеляцію, або тому, що суд вважає, що їх рішення скасовує право ЄУ. Будучи спеціалізованим судом із права ЄС, Суд Справедливости зосереджується на дотриманні процедур, викладених у ДФЄС. Іноді він також надає висновки щодо справ про анулювання.

### Загальний Суд
Загальний Суд засідає по два судді від держави-члена, або загалом 54. Через його більший розмір реформи надали йому ширшого масштабу. Загальний Суд приймає справи щодо законодавства про конкуренцію, сільського господарства, торговельних марок, державної допомоги та більшости позовів про анулювання, поданих окремими особами, компаніями або іноді державами-членами. Як зазначено в статуті, Загальний Суд підкоряється тим самим правилам процедури, що й Суд Справедливости. У статті 49 зазначено, що у разі необхідності суддя Загального Суду може виконувати обов’язки генерального адвоката Загального Суду. Компанії та приватні особи можуть подати свою справу безпосередньо до Загального Суду, незалежно від того, розглядалася справа раніше чи ні.

## Статті Статуту
Статут Суду Європейської Унії містить правові норми, що регулюють діяльність СЄУ. Він складається з 64 статей і додатка, кожна з яких чітко визначає права та обмеження суддів, заявників, адвокатів і свідків, а також пояснює організаційну структуру суду. Концепція статуту в тому вигляді, в якому він існує зараз, була розроблена в Лісабонському договорі, підписаному в 2009 році. У минулому до статуту кілька разів вносилися зміни, щоб якнайкраще відобразити структуру ЄУ, що розвивається. Стаття 281 ДФЄС встановлює потребу в статуті СЄУ. Вони пишуть, що статут буде керувати судами і що Європейський парламент і Рада будуть змінювати його, коли це буде необхідно. Основна частина статуту поділена на шість розділів: судді та генеральні адвокати (статті 2-8), організація судів (статті 9-18), процедура Суду (статті 19-46), загальний суд (статті 47-62b), спеціалізовані суди (стаття 62c) і прикінцеві положення (статті 63-64). Додаток містить інформацію про Трибунал публічної служби (CST), нині неіснуючий спеціалізований суд.

### Стаття 1
У статті 1 статуту пояснюється, що він повинен діяти відповідно до всіх інших існуючих договорів і що статут має на меті поширити право ЄУ на судовий сектор.

### Судді та генеральні адвокати
Перший заголовок описує права, правила та обов’язки суддів ССЄУ. У статті 6 пояснюється обставини, за яких суддя може бути звільнений, а в статті 3 пояснюється право суддів на імунітет під час перебування на посаді. Стаття 8 пояснює, що всі правила щодо суддів також застосовуються до Генерального адвоката.

### Організація Суду
Організація судів, детально описана в розділі 2, пояснює правила правонаступництва в суді, роль реєстратора та інші важливі робочі деталі. Стаття 9 пояснює тривалість повноважень суддів: усі вони засідають протягом 6 років, але з компенсованими циклами виборів. Кожні 3 роки буде змінюватися половина суддів. Голова Суду обирається кожні 3 роки і може бути переобраний один раз. Важливо, що стаття 16 у цьому заголовку також пояснює розмір та організацію судів. Кожна палата матиме по три або п’ять суддів, які вирішуватимуть у ній, за винятком Великої палати, яка складається з 15 суддів, і Повного суду, до якого входять усі діючі судді. Останнім часом суддівська колегія складається переважно з трьох осіб. Статті 10 і 11 пояснюють роль і значення реєстратора для функціонування СЄУ. Цей розділ також передбачає, що всі члени суду повинні постійно проживати в Люксембурзі, де знаходиться суд.

### Процес
Статті 19-46 детально пояснюють процедуру Суду Справедливости, одного із судів СЄУ. Вони окреслюють правила для юридичного представництва, свідків і експертів, а також процедуру оскарження, через яку має пройти справа, щоб потрапити до Суду Справедливости. Стаття 20 пояснює структуру справи. Кожна справа повинна мати письмову та усну частини. Письмова частина подається суддям достроково, а усна – у судовому засіданні. Незважаючи на те, що стаття 59 іноді відхиляє усну частину в апеляції до Суду Справедливости від Загального Суду, ця обставина є надзвичайно рідкісною. Статті 22 і 23 пояснюють перетин цього статуту зі статутами Євратому та ДФЄС. Стаття 18 договору про Євратом говорить, що СЄУ повинен рекомендувати їм Арбітражний комітет, тому статут окреслює правову структуру та проблеми, які можуть виникнути в цьому процесі. ДФЄУ надає СЄУ право давати «попередні рішення щодо: (a) тлумачення Договорів; (b) дійсність і тлумачення актів інституцій, органів, установ або агентств Союзу». Стаття 23 статуту містить протокол щодо цієї відповідальності з договору. У цьому розділі міститься довгий перелік вимог і вказівок для свідків, включаючи покарання за брехню під присягою або неявку до суду. Статті 35-37 пояснюють процес ухвалення рішення. Кожне рішення приймається таємно та публікується в офіційній заяві з обґрунтуванням. Лише секретар і голова суду підпишуть рішення, тобто невідомо, як голосував кожен суддя. Крім того, справа може бути розглянута повторно в цьому суді, лише якщо було виявлено новий доказ, який кардинально змінює фактичну структуру справи.

### Загальний Суд
Після роз'яснення процедури Суду Справедливости статут уточнює відмінності між Судом Справедливости і Загальним Судом. Хоча жоден суд офіційно не є «вищим» за інший, вони мають справу з різними юрисдикціями, які вимагають дещо відмінних процедур. Статті 47-62b також окреслюють взаємодію між Загальним Судом та Судом Справедливости. У статтях 47 і 53 зазначено, що Загальний Суд підпадає під дію всіх інших статей статуту, а це означає, що судді повинні дотримуватися всіх правил щодо свідків, спадкоємства та реєстраторів, які були викладені раніше. У Загальному Суді голова обіймає трирічний термін, але вони можуть бути переобрані лише один раз. У статті 54 зазначено, що два суди можуть передавати справи між собою, якщо вони вважають, що інший суд краще підходить для розгляду. Статті 56-62 говорять про те, що справу можна оскаржити до Суду Справедливости з Великої палати за надзвичайних обставин, і що Суд Справедливости має юридичні повноваження переглядати рішення Великої палати, якщо він вважає, що це рішення може кардинально змінити закон і культуру ЄС. Відповідно до статуту Суд Справедливости має право скасувати рішення, прийняте в Загальним Судом, однак це трапляється рідко.

### Спеціалізовані суди
Назва «Спеціалізовані суди» містить лише статтю 62c, у якій зазначено, що будь-яка інформація про спеціалізовані суди має міститися в додатку. Оскільки додаток існує зараз, він містить лише старі статті з CST, які все ще мають певну юридичну силу.

### Прикінцеві положення
Статті 63 і 64 викладають заключні положення статуту СЄС. Стаття 63 говорить, що Регламент Суду Справедливості відповідає за доповнення статуту додатковими виконавчими деталями. Стаття 64 пояснює, що процес внесення змін до статуту потребує одностайної підтримки з боку Ради Європи.

## Реформи Статуту

### Березень 2011 року
Коли наприкінці 2010 року Загальний Суд повідомив про 1300 незавершених справ, вони звернулися з проханням додати дванадцять додаткових суддів до свого суду. У суді відбулося масове збільшення справ через передачу юрисдикції від Суду Справедливости. Ця реформа також створила новий спеціалізований суд з питань інтелектуальної власності.

### 16 грудня 2015 року
Наприкінці 2015 року Загальний Суд нарешті отримав більше суддів. Реформа роз’яснила, що суд поступово подвоїть кількість суддів у три етапи, починаючи з 25 грудня 2015 року та завершуючи 1 вересня 2019 року. У результаті цього процесу кожна держава-член матиме двох суддів, що відображає поточний стан суду.

### 31 серпня 2016 року
ЄУ прийняла Регламент 2016/1192, який розширив юрисдикцію Загального Суду на кадрові суперечки між ЄС та його працівниками, а також встановив процедуру переходу. Реформа також позбулася CST і змінила додаток до статуту, щоб відобразити цей перехід.

### 28 березня 2018 року
У 2018 році Суд Справедливости спробував звузити сферу його дії, запропонувавши передати юрисдикцію у справах про порушення прав до Загального Суду, але розгляд заяви було відкладено до грудня 2020 року, оскільки в цьому не було потреби.

### 1 травня 2019 року
Навесні 2019 року суд прийняв регламент 2019/629, який передав рішення Суду Справедливости стосовно прав держав-членів на анулювання, оскільки ці рішення могли стосуватися фінансових санкцій щодо держав-членів, що є питанням під юрисдикцією ЄУ. Таким чином, замість того, щоб спроба 2018 року була прийнята, Європейський суд отримав дещо більше відповідальности. Цей Регламент також починає встановлювати метод для Суду Справедливости, щоб фільтрувати, які справи передаються до якого суду. Він робить висновок, що апеляції до Суду Справедливости мають значення лише в тому випадку, якщо їхній вплив може безпосередньо перешкоджати єдності європейських законів.

### 19 березня 2024 року
Ця остання реформа змінює статтю 50, додає 50b і вносить зміни до 58a до статуту, щоб розширити роль Загального Суду. Завдяки напливу справ до Суду Справедливости, вони розширили розмір і юрисдикцію Загального Суду. Попередні реформи, зокрема реформи 2011 та 2015 років, розширили розмір Загального Суду і дали йому повноваження розглядати більшу кількість справ. Користуючись цим, нова реформа ще більше розширює юрисдикцію Загального Суду, щоб зробити СЄУ більш ефективним. Загальний Суд більший і має можливості розглядати більшу кількість справ, ніж Суд Справедливости.
Реформа спрямована на спрощення процедури Суду ЄУ. Суд Справедливости як і раніше зберігатиме контроль над справами, пов’язаними з ДФЄС або Хартією про основні права. Розширюючи Загальний Суд, вони додатково кодифікували Регламент 2019/629 у цю реформу, підвищуючи Загальному Суду його судові повноваження. Ця реформа також має на меті зробити суд більш прозорим, передбачаючи, що він своєчасно публікуватиме будь-які подання до суду. Марк ван дер Воуде сказав, що в короткостроковій перспективі вони надають пріоритет підготовці молодих суддів і нарощуванню загального досвіду, щоб суд міг швидко розвиватися. Реформа має пом’якшити будь-які процедурні відмінності між Загальним Судом та Судом Справедливости.
Зокрема, нова реформа пояснює судову процедуру розгляду справ, які стосуються:
- Податок на додану вартість
- Акцизи
- Митний кодекс і тариф
- Права пасажирів, компенсація та допомога
- Викиди парникових газів

## Відповідні юридичні документи

### Регламенту Суду Європейського Союзу[13]
Регламенту Суду Європейського Союзу окреслює додаткові параметри, не зазначені в статуті. Вони надають приклади реалізації конкретних випадків у суді, що вносить ясність у статут.

### Договір про функціонування Європейського Союзу[14]
У ДФЕС є певні положення, які стосуються статуту Суду. Зокрема, статті 251-256, 263-267, 270, 278, 279 і 299 визначають конкретні вимоги статуту.

### Європейське співтовариство з атомної енергії(Євратом)[15]
Європейське співтовариство з атомної енергії (Євратом) розвиває та просуває технології ядерної енергії по всій Європі. Стаття 18 доручає СЄС призначати людей до арбітражного комітету, щоб допомогти регулювати функції громади. Статті 83, 157 і 164 Договору про Євратом визнають, що СЄС може приймати рішення, які не узгоджуються з Євратомом, і що вони можуть призупинити оскаржувані акти Євратому.